# Canon EOS 300D

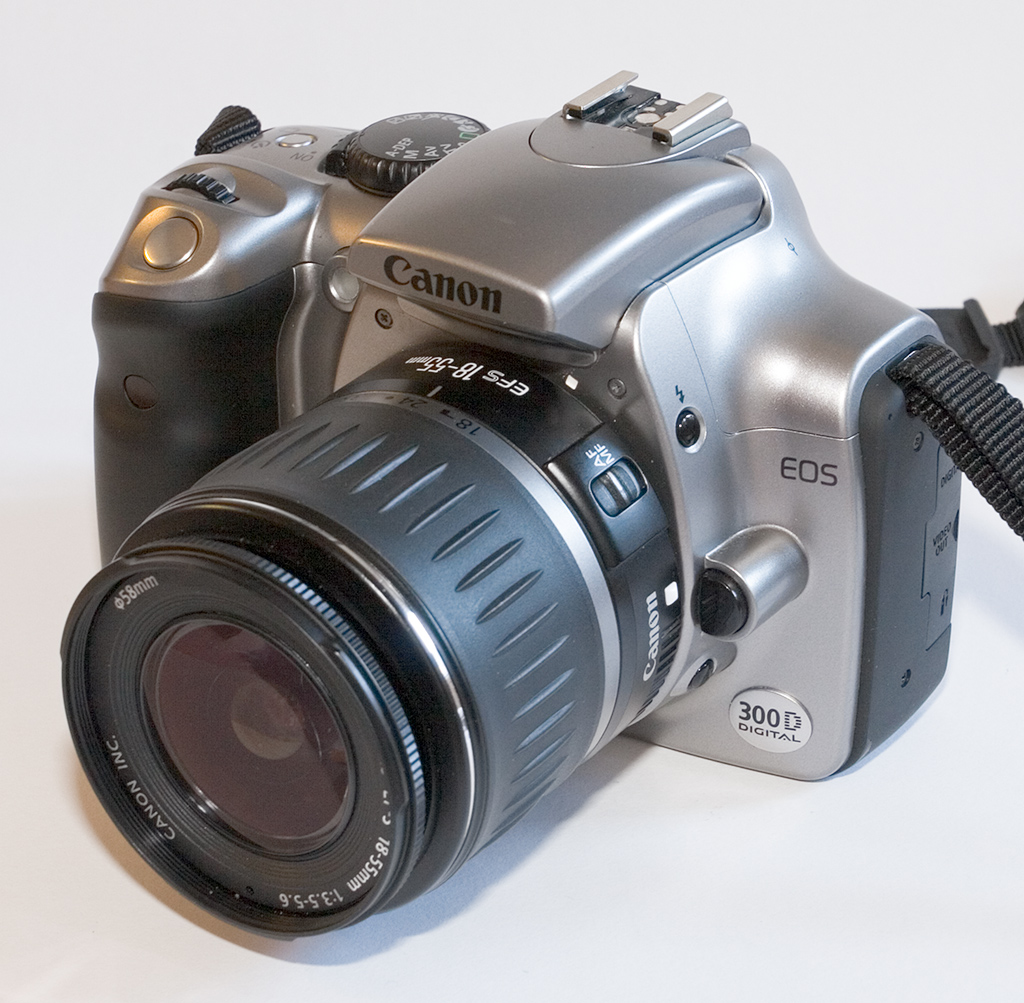
Canon EOS 300D

Canon EOS 300D, i Nordamerika kallad Canon EOS Digital Rebel och i Japan Canon EOS Kiss Digital, är en 6,3-megapixels instegsnivåkamera bland spegelreflexkamerorna. Den introducerades den 20 augusti 2003. Canon EOS 300D och Digital Rebels kamerahus av polykarbonat fanns först bara i silverfärg i Europa och Nordamerika, medan man i Japan kunde få den i svart. En tid efterintroduktionen började den svarta modellen även att säljas i Europa och Nordamerika.
Kameran är ses ofta som en billigare variant av semiproffsmodellen Canon EOS 10D, som har nästan exakt samma CMOS-sensor och bildprocessorchip. De båda modellerna har även väldigt lika inbäddad programvara, vilket ledde till mycket hacking av EOS 300D:s programvara med avsikt att få tillgång till samma funktioner som finns i EOS 10D.
Canon EOS 300D var den första kameran som använde Canons EF-S-linsmontering.
Den 17 februari 2005 introducerades 8,0-megapixel Canon EOS 350D som uppföljare till den mycket framgångsrika EOS 300D.